# Léon Bonnat

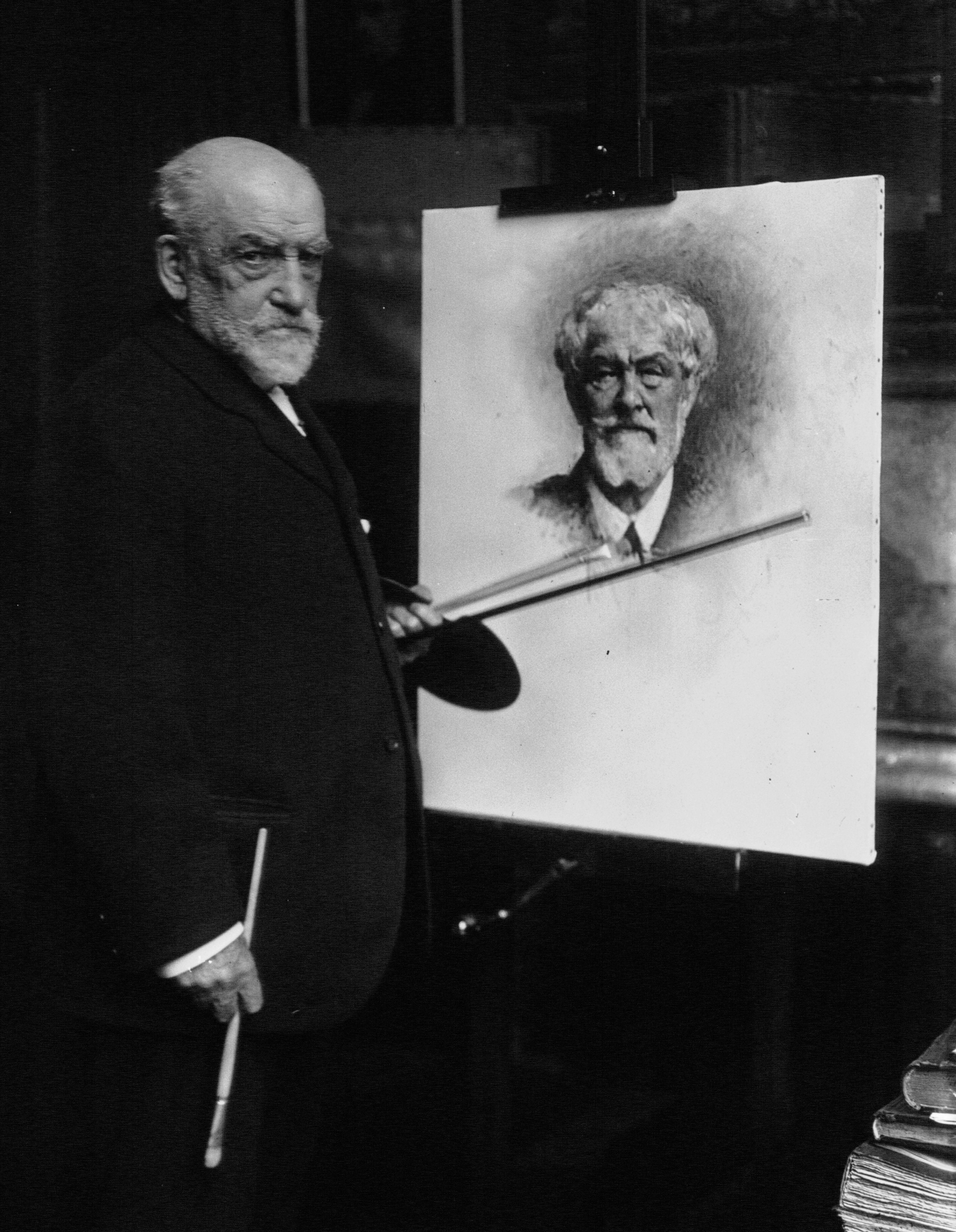
Léon Bonnat (1918)

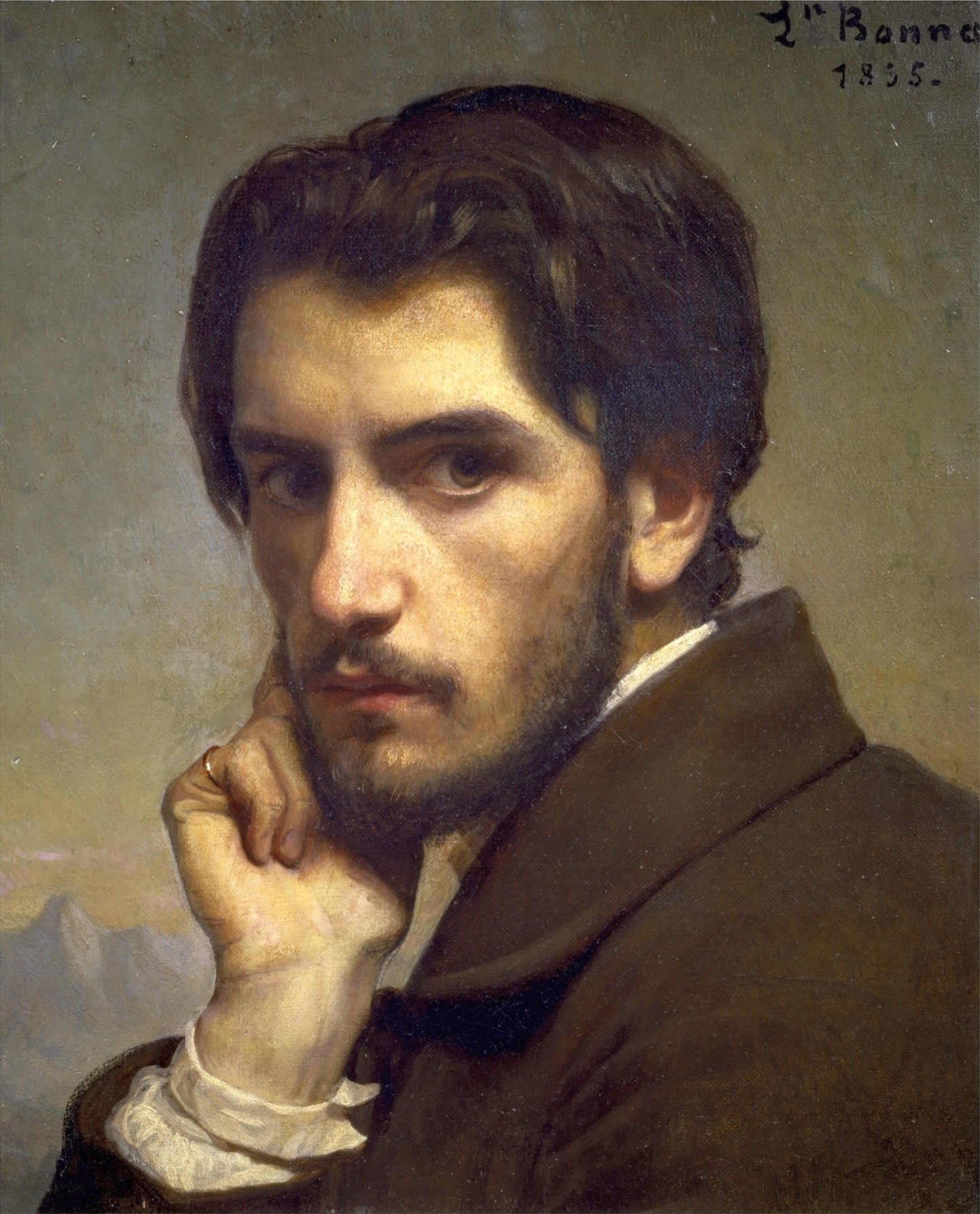
Léon Bonnat: Selbstbildnis (1855)

Léon Joseph Florentin Bonnat Hon. RA (* 20. Juni 1833 in Bayonne; † 8. September 1922 in Monchy-Saint-Éloi, Département Oise) war ein französischer Maler.

## Leben
Bonnat wurde in Spanien erzogen und wurde zunächst Schüler von Federico de Madrazo y Kuntz in Madrid. Mit 21 Jahren trat er 1865 in das Atelier von Léon Cogniet in Paris ein. Er stellte seit 1859 seine Werke im Salon der Société des Artistes Français aus. Seine Ausbildung bei Madrazo hatte ihn mit den Werken Caravaggios und Riberas in Berührung gebracht, die seine Arbeiten nachhaltig beeinflussten. Seine Historienbilder zeichnen sich durch ein gediegenes, kräftiges, an den Spaniern gebildetes Kolorit und Harmonie der Farbe aus, seine Gestalten, frei von aller Koketterie, sind energisch modelliert, heben sich klar und lichtvoll hervor und zeigen eine große Schärfe der Charakteristik, die freilich bisweilen zur Rohheit gesteigert wird.
In den Jahren 1858 bis 1860 hielt er sich in Italien auf, um sich dort weiter zu bilden. Der stilisierte Naturalismus, den er mit seinen Freunden Detaille, Laurens, Carolus-Duran schon in den 1870er Jahren ausübte unterschied sie von den Anhängern Manets. Der 1874 von ihm angefertigte gekreuzigte Christus mit seiner fast expressionistischen Darstellung stieß bei den Kunstkritiker und dem Publikum auf Ablehnung. In den 1870er Jahren wandte sich Bonnat der Porträtmalerei zu. Eins der ersten Gemälde dieser Art war das Porträt der Schauspielerin Alix Pasca. Seine Meisterwerke sind die Bildnisse von Adolphe Thiers, Victor Hugo und Präsident Jules Grévy, welche sich durch Größe und Energie der Charakteristik und durch eine Modellierung von großer plastischer Kraft auszeichnen. Er malte viele Berühmtheiten Frankreichs, darunter die Präsidenten der dritten Republik, deren Bildnisse in unterschiedliche Gebäude des Staates aufgenommen wurden.
Bonnat schuf Wandgemälde in öffentlichen Bauten wie dem Panthéon (Marter des hl. Dionys) oder Deckenmalereien im Rathaus (im Salon des Arts), im Palais de Justice (Chambre de la Cour d’appel) und in mehreren Kirchen in Frankreich. Er war auch als Radierer tätig und fertigte Blätter für die Gazette des Beaux-Arts.
Im Alter von 89 Jahren starb er 1922 in Monchy-Saint-Éloi im Déptartement Oise. Dem Werk Bonnats und seines Kollegen Paul César Helleu ist das Musée Bonnat-Helleu in Bayonne gewidmet.

## Schüler
Zu Bonnats Schülern gehörten unter anderem Julia Beck, Jean Béraud, Louis Béroud, Gustave Caillebotte, Julien Duvocelle, Stanhope Forbes, Walter Gay, Charles Laval, Georges Paul Leroux, Milan Milovanović, Edvard Munch, Richard Reimans Václav Sochor, Adrien Henri Tanoux, Henri de Toulouse-Lautrec und Goseda Yoshimatsu.

## Ehrungen
- 1861 und 1863: Medaille 2. Klasse der Société des Artistes Français.
- 1867: Kreuz der Ehrenlegion
- 1874: Offizier der Ehrenlegion
- 1881: Mitglied der Société des Artistes Français
- 1882: Kommandeur der Ehrenlegion
- 1900: Großkreuz der Ehrenlegion, Mitglied der Jury der Weltausstellung und Direktor der Akademie der schönen Künste sowie Ehrenpräsident der Société des Artistes Français
- 1904: Mitglied der Académie royale des Sciences, des Lettres et des Beaux-Arts de Belgique[3]
- 1915: Mitglied der American Academy of Arts and Sciences
- 1917: Ehrenmitglied (Honorary NA) der National Academy of Design[4]

## Werke (Auswahl)
Der Aufenthaltsort der Gemälde oder Sammlungen beziehen sich auf das Jahr 1889. Diese können sich heute woanders befinden.
- Adam und Eva, die den Leichnam Abels finden (1860, Museum in Lille)
- Das Martyrium des heiligen Andreas
- Antigone führt ihren blinden Vater Ödipus (1865)
- Die Pilger vor der Statue des heiligen Petrus in der Peterskirche (1864)
- Neapolitanische Landleute vor dem Palast Farnese in Rom (1866)
- Einen halben Bajocco, Exzellenz (1864)
- Vinzenz von Paula nimmt einem Galeerensklaven die Ketten ab (1866)
- Himmelfahrt Mariä (1869)
- Straße in Jerusalem
- Türkischer Barbier (1872)
- Das humorvolle Scherzo (1873)
- Gekreuzigter Christus (1874)
- Madame Léopold Stern (1879)
- Hiob (1880)
- Idylle (1890)
- Portrait Marguerite Steinheil (1899)
- Porträt Émile Loubet (1900)[5]

Abbildungen
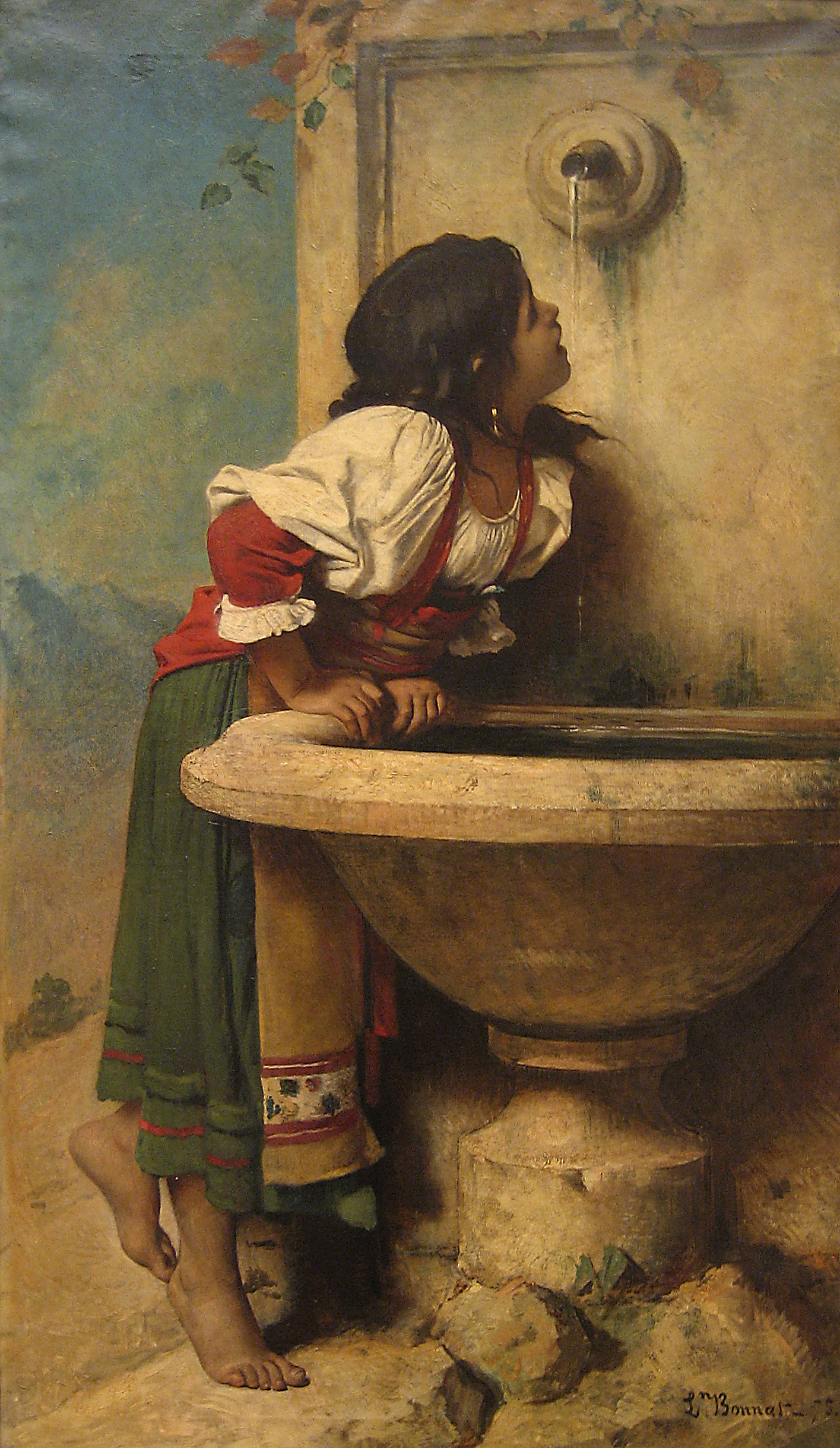
Jeune fille romaine à la fontaine (1875)
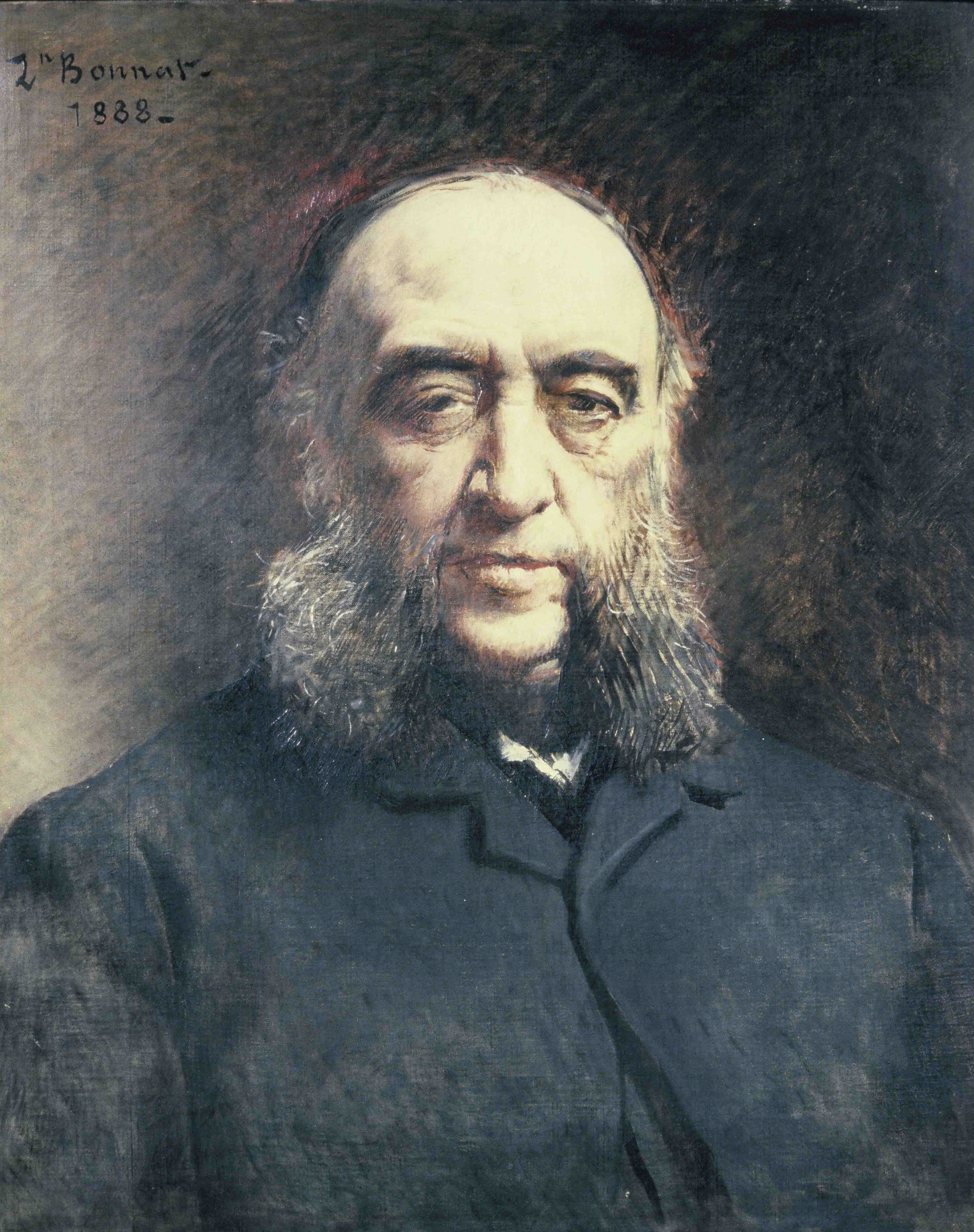
Jules Ferry (1888)
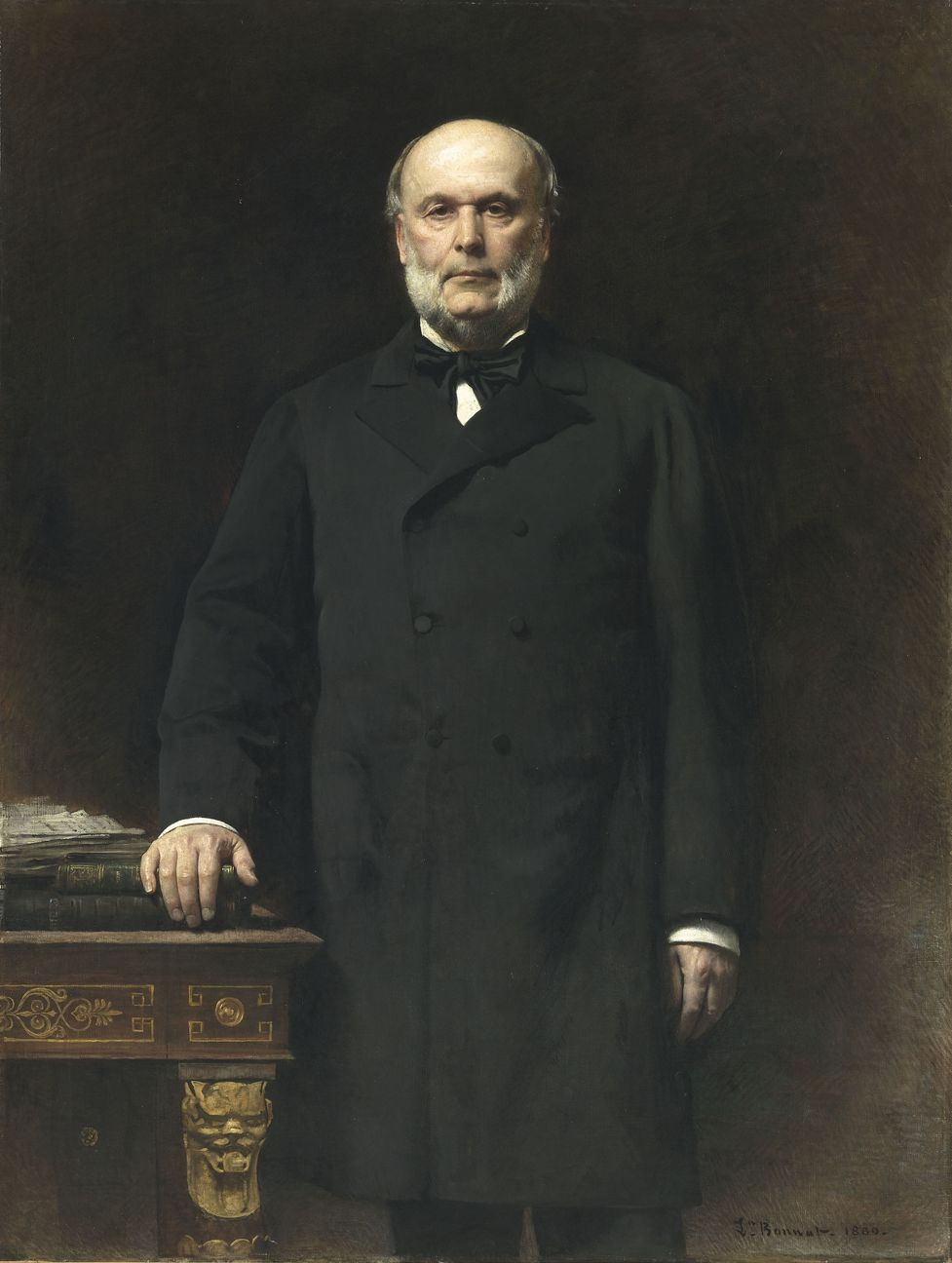
Jules Grévy
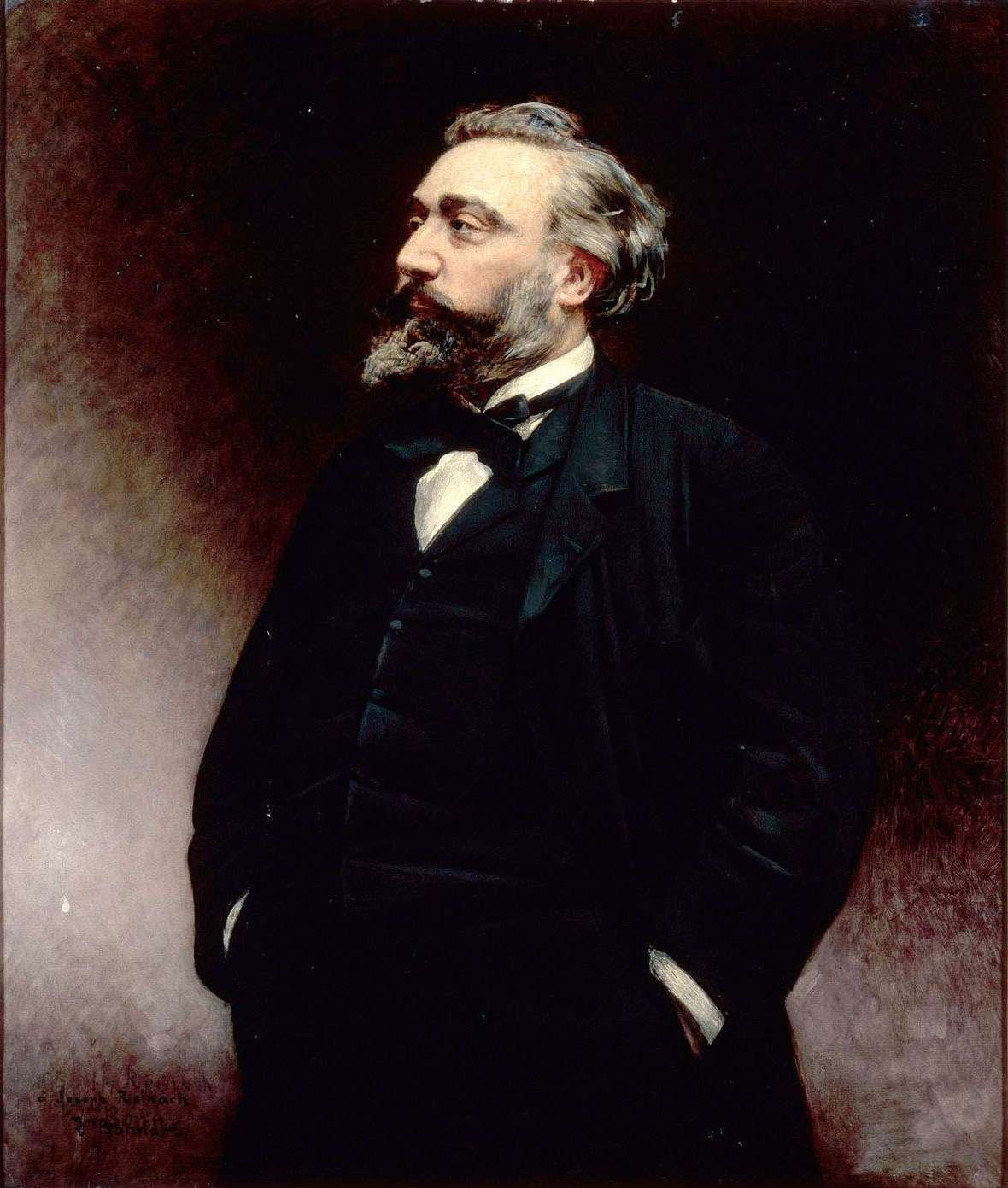
Léon Gambetta